# Monumento a la Victoria de Chacabuco

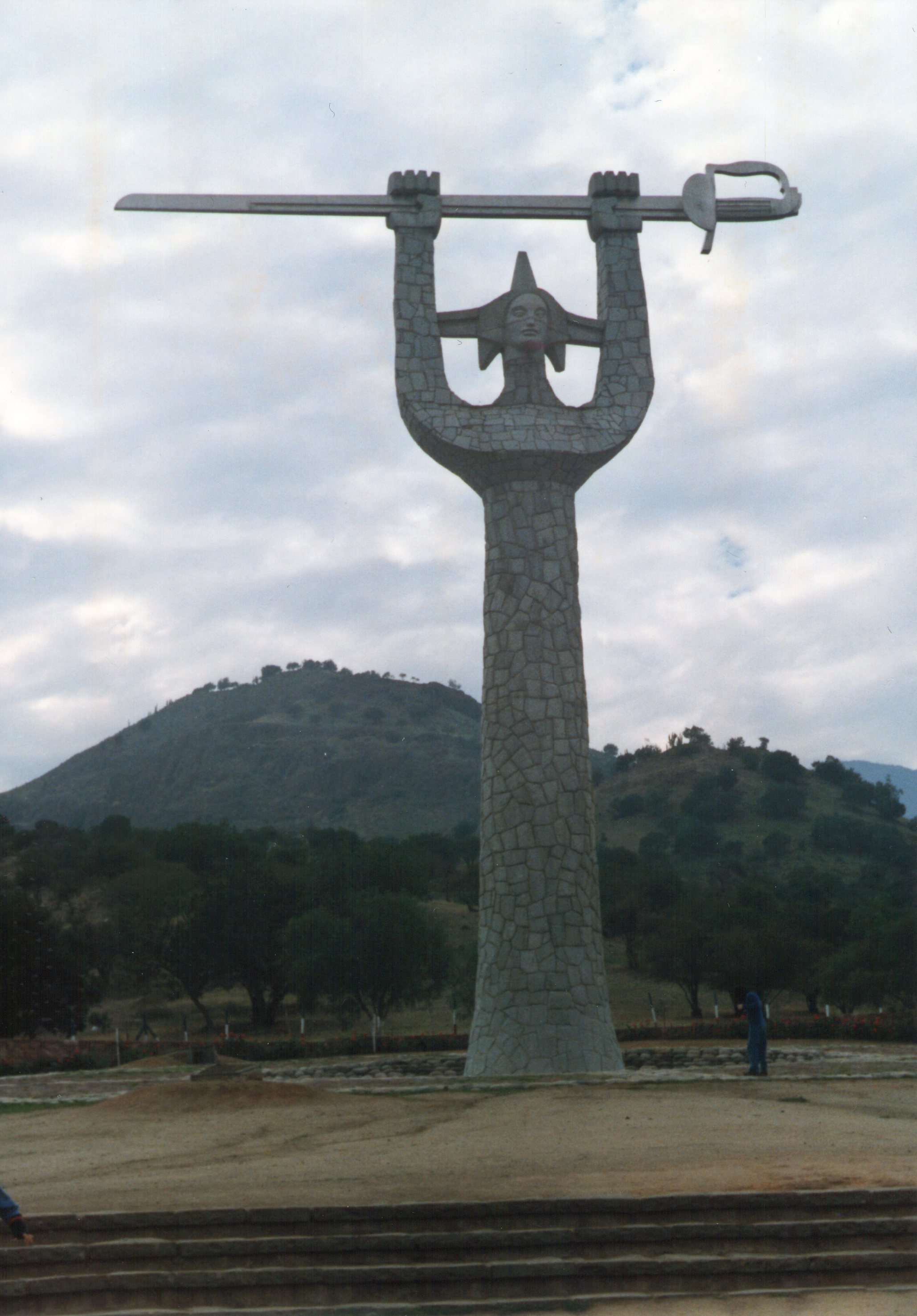
Monumento a la Victoria de Chacabuco

El Monumento a la Victoria de Chacabuco, conocido también como Monumento a la Batalla de Chacabuco, y cuyo nombre oficial es A la Victoria de Chacabuco, es un monumento que conmemora la batalla de Chacabuco, la cual se desarrolló el 12 de febrero de 1817. Fue diseñado por Héctor Román Latorre, mide 20 metros de alto y fue inaugurado el 12 de febrero de 1968 con motivo del sesquicentenario de la batalla, ceremonia que contó con la presencia del entonces presidente de la República, Eduardo Frei Montalva, entre otras autoridades. El monumento junto con su ornamentación alrededor fue entregado definitivamente al público el 12 de febrero de 1970.
Se encuentra localizado en la autopista Los Libertadores, camino a Los Andes, en la comuna de Colina.
Contiene una inscripción que dice así:

"El 12 de febrero de 1817, el Ejército de Los Andes a las órdenes del General José de San Martín, libró aquí la batalla de Chacabuco que condujo a la Independencia de Chile. en este lugar, efectivos de la División del Centro comandados por el Brigadier General Bernardo O'Higgins, derrotaron a los batallones realistas al mando del Brigadier Rafael Maroto".